# Liste der Kulturdenkmale in Buttlar
Die Liste der Kulturdenkmale in Buttlar umfasst die als Ensembles, Straßenzüge und Einzeldenkmale erfassten Kulturdenkmale in der thüringischen Gemeinde Buttlar.
Die Angaben in der Liste ersetzen nicht die rechtsverbindliche Auskunft der zuständigen Denkmalschutzbehörde.

## Legende
- Bild: zeigt ein Bild des Kulturdenkmals und gegebenenfalls einen Link zu weiteren Fotos des Kulturdenkmals im Medienarchiv Wikimedia Commons
- Bezeichnung: Name, Bezeichnung oder die Art des Kulturdenkmals
- Lage: Wenn vorhanden Straßenname und Hausnummer des Kulturdenkmals; Grundsortierung der Liste erfolgt nach dieser Adresse. Der Link Karte führt zu verschiedenen Kartendarstellungen und nennt die Koordinaten des Kulturdenkmals.
 Kartenansicht, um Koordinaten zu setzen – in dieser Kartenansicht sind Kulturdenkmale ohne Koordinaten mit einem roten bzw. orangen Marker dargestellt und können in der Karte gesetzt werden. Kulturdenkmale ohne Bild sind mit einem blauen bzw. roten Marker gekennzeichnet, Kulturdenkmale mit Bild mit einem grünen bzw. orangen Marker.
- Datierung: gibt das Jahr der Fertigstellung beziehungsweise das Datum der Erstnennung oder den Zeitraum der Errichtung an
- Beschreibung: bauliche und geschichtliche Einzelheiten des Kulturdenkmals, vorzugsweise die Denkmaleigenschaften
- ID: Die ID identifiziert das Kulturdenkmal eindeutig. In Thüringen sind aktuell keine IDs veröffentlicht. In der ID-Spalte kann sich auch folgendes Icon  befinden, dies führt zu Angaben zu diesem Kulturdenkmal bei Wikidata.

## Einzeldenkmale

### Buttlar
| Bild                                    | Bezeichnung                          | Lage                                                                                                | Datierung | Beschreibung          | ID |
| --------------------------------------- | ------------------------------------ | --------------------------------------------------------------------------------------------------- | --------- | --------------------- | -- |
| BW                                      | Wohnstallhaus                        | Buttlar, Am Kies 2 (Karte)                                                                          |           |                       |    |
| BW                                      | Hofanlage                            | Buttlar, Am Schloßgarten 1 (Karte)                                                                  |           |                       |    |
| weitere Bilder Fotos hochladen          | Schloss                              | Buttlar, Am Schloßgarten 2 (Karte)                                                                  |           | mit Ausstattung       |    |
| weitere Bilder Fotos hochladen          | Freifläche                           | Buttlar, Am Schloßgarten 2 (Karte)                                                                  |           |                       |    |
| BW                                      | Umfriedung                           | Buttlar, Am Schloßgarten 2 (Karte)                                                                  |           |                       |    |
| Direkt Bild zu diesem Denkmal hochladen | Bildstock                            | Buttlar, Am Schloßgarten 2                                                                          |           |                       |    |
| weitere Bilder Fotos hochladen          | Wohnhaus                             | Buttlar, Am Schloßgarten 5 (Karte)                                                                  |           |                       |    |
| BW                                      | Wohnhaus                             | Buttlar, Am Schloßgarten 11 (Karte)                                                                 |           |                       |    |
| BW                                      | Skulptur Hl. Nepomuk                 | Buttlar, Betze o. Nr., an der Ecke zur Ortsdurchfahrt B 84 Frankfurter Straße (Karte)               |           |                       |    |
| BW                                      | Wohnhaus                             | Buttlar, Frankfurter Straße 16 (Karte)                                                              |           |                       |    |
| BW                                      | Posthalterei                         | Buttlar, Frankfurter Straße 2 (Karte)                                                               |           |                       |    |
| BW                                      | Landgasthof Zum Dorfkrug             | Buttlar, Frankfurter Straße 21 (Karte)                                                              |           |                       |    |
| BW                                      | Scheune                              | Buttlar, Frankfurter Straße 21 (Karte)                                                              |           |                       |    |
| BW                                      | Wohnhaus                             | Buttlar, Frankfurter Straße 27a (Karte)                                                             |           |                       |    |
| BW                                      | Scheune                              | Buttlar, Frankfurter Straße 27a (Karte)                                                             |           |                       |    |
| BW                                      | Wohnhaus                             | Buttlar, Heugasse 5 (Karte)                                                                         |           |                       |    |
| weitere Bilder Fotos hochladen          | Wohnhaus                             | Buttlar, Kirchstraße 2 (Karte)                                                                      |           |                       |    |
| Direkt Bild zu diesem Denkmal hochladen | Auszugshaus                          | Buttlar, Kirchstraße 2                                                                              |           |                       |    |
| Direkt Bild zu diesem Denkmal hochladen | Ofenplatte                           | Buttlar, Kirchstraße 2                                                                              |           |                       |    |
| Direkt Bild zu diesem Denkmal hochladen | Grabkreuz                            | Buttlar, Kirchstraße 2                                                                              |           |                       |    |
| Direkt Bild zu diesem Denkmal hochladen | Tränke                               | Buttlar, Kirchstraße 2                                                                              |           |                       |    |
| weitere Bilder Fotos hochladen          | Alte Schule                          | Buttlar, Kirchstraße 5 (Karte)                                                                      |           |                       |    |
| weitere Bilder Fotos hochladen          | Wohnhaus                             | Buttlar, Kirchstraße 6 (Karte)                                                                      |           |                       |    |
| weitere Bilder Fotos hochladen          | Katholische Pfarrkirche Mariä Geburt | Buttlar, Kirchstraße 7 (Karte)                                                                      |           | mit Ausstattung       |    |
| weitere Bilder Fotos hochladen          | Kirchhof                             | Buttlar, Kirchstraße 7 (Karte)                                                                      |           |                       |    |
| weitere Bilder Fotos hochladen          | Kruzifix                             | Buttlar, Kirchstraße 7, auf dem Kirchhof (Karte)                                                    |           | Steinkreuz mit Korpus |    |
| BW                                      | Wallfahrtskapelle                    | Buttlar, Michelsberg o. Nr. (Karte)                                                                 |           | mit Ausstattung       |    |
| weitere Bilder Fotos hochladen          | Pfarrhaus                            | Buttlar, Pfarrer-Wiegel-Straße 4 (Karte)                                                            |           |                       |    |
| BW                                      | Wappenstein                          | Buttlar, Pfarrer-Wiegel-Straße 4 (Karte)                                                            |           |                       |    |
| BW                                      | Wohnhaus                             | Buttlar, Pflasterstraße 1 (Karte)                                                                   |           |                       |    |
| weitere Bilder Fotos hochladen          | Wohnhaus                             | Buttlar, Pflasterstraße 9 (Karte)                                                                   |           |                       |    |
| weitere Bilder Fotos hochladen          | Wohnhaus                             | Buttlar, Pflasterstraße 11 (Karte)                                                                  |           |                       |    |
| weitere Bilder Fotos hochladen          | Wohnstallhaus                        | Buttlar, Pflasterstraße 13 (Karte)                                                                  |           |                       |    |
| weitere Bilder Fotos hochladen          | Wohnhaus                             | Buttlar, Pflasterstraße 15 (Karte)                                                                  |           |                       |    |
| BW                                      | Beobachtungsturm                     | Buttlar, Feldflur bei B 84, Über der Hohle (Karte)                                                  |           | Typ BT 11             |    |
| BW                                      | Kruzifix                             | Buttlar, Am Kirchberge, Flur 4, Flurstück 1210/1 (Karte)                                            |           | Steinkreuz mit Korpus |    |
| BW                                      | Bäume                                | Buttlar, Am Kirchberge, Flur 4, Flurstück 1210/1 (Karte)                                            |           |                       |    |
| Direkt Bild zu diesem Denkmal hochladen | Bildstock                            | Buttlar, an der Straße nach Sünna                                                                   |           |                       |    |
| BW                                      | Bildstock                            | Buttlar, Am Kirchberge, Flur 4, Flurstück 2977 (Karte)                                              |           |                       |    |
| BW                                      | Wegweiserstein                       | Buttlar, B 84, Landstraße von Buttlar nach Rasdorf, Auf dem Krümmel, Flur 4, Flurstück 2872 (Karte) |           |                       |    |

### Bermbach
| Bild                                    | Bezeichnung                                   | Lage | Datierung | Beschreibung    | ID |
| --------------------------------------- | --------------------------------------------- | --- | --------- | --------------- | -- |
| BW                                      | Hofanlage                                     | Bermbach, Borbelser Straße 1 (Karte)                                                                       |           |                 |    |
| Direkt Bild zu diesem Denkmal hochladen | Hofanlage                                     | Bermbach, Mühlgasse 2, 2a                                                                                  |           |                 |    |
| Direkt Bild zu diesem Denkmal hochladen | Brunnen                                       | Bermbach, St. Katharina Straße o. Nr., Flurstück nicht mehr existent, aktuelles Flurstück nicht auffindbar |           |                 |    |
| BW                                      | Wohnhaus                                      | Bermbach, St. Katharina Straße 23 (Karte)                                                                  |           |                 |    |
| BW                                      | Wohnhaus                                      | Bermbach, St. Katharina Straße 24 (Karte)                                                                  |           |                 |    |
| BW                                      | Hofanlage                                     | Bermbach, St. Katharina Straße 26 (Karte)                                                                  |           |                 |    |
| weitere Bilder Fotos hochladen          | Katholische Pfarrkirche St. Petrus und Paulus | Bermbach, St. Katharina Straße 30 (Karte)                                                                  |           | mit Ausstattung |    |
| BW                                      | Umfriedung                                    | Bermbach, St. Katharina Straße 30 (Karte)                                                                  |           |                 |    |
| Direkt Bild zu diesem Denkmal hochladen | Grabsteine                                    | Bermbach, St. Katharina Straße 30                                                                          |           |                 |    |
| Direkt Bild zu diesem Denkmal hochladen | Wappenstein                                   | Bermbach, St. Katharina Straße 30                                                                          |           |                 |    |
| Direkt Bild zu diesem Denkmal hochladen | Gefallenendenkmal                             | Bermbach, St. Katharina Straße 30                                                                          |           |                 |    |
| Direkt Bild zu diesem Denkmal hochladen | Steinkreuz                                    | Bermbach, St. Katharina Straße 30                                                                          |           |                 |    |
| BW                                      | Wohnstallhaus                                 | Bermbach, St. Katharina Straße 36 (Karte)                                                                  |           |                 |    |
| Direkt Bild zu diesem Denkmal hochladen | Backhaus                                      | Bermbach, St. Katharina Straße 36                                                                          |           |                 |    |
| BW                                      | Hofanlage                                     | Bermbach, St. Katharina Straße 39, 39a (Karte)                                                             |           |                 |    |
| BW                                      | Wohnhaus / Hohmannmühle                       | Bermbach, St. Katharina Straße 6 (Karte)                                                                   |           |                 |    |
| BW                                      | Hofanlage                                     | Bermbach, Wasserstraße 1 (Karte)                                                                           |           |                 |    |
| Direkt Bild zu diesem Denkmal hochladen | Grenzstein                                    | Bermbach, im Wald der Flur Bermbach                                                                        |           |                 |    |
| Direkt Bild zu diesem Denkmal hochladen | Bildstock                                     | Bermbach, am Weg nach Borbels                                                                              |           |                 |    |
| BW                                      | Bildstock                                     | Bermbach, an der Straße nach Buttlar, Flur 4, Flurstück 439/1 (Karte)                                      |           |                 |    |
| BW                                      | Steinkreuz                                    | Bermbach, am Weg nach Borbels, an der K 100, Flur 3, Flurstück 203 (Karte)                                 |           | Sühnekreuz      |    |

### Borbels
| Bild | Bezeichnung       | Lage                                                                  | Datierung | Beschreibung | ID |
| ---- | ----------------- | --------------------------------------------------------------------- | --------- | ------------ | -- |
| BW   | Gefallenendenkmal | Borbels, Borbels o. Nr., Am roten Rain, Flur 3, Flurstück 203 (Karte) |           |              |    |
| BW   | Wohnhaus          | Borbels, Borbels 5 (Karte)                                            |           |              |    |

### Mieswarz
| Bild                                    | Bezeichnung | Lage                         | Datierung | Beschreibung | ID |
| --------------------------------------- | ----------- | ---------------------------- | --------- | ------------ | -- |
| BW                                      | Wohnhaus    | Mieswarz, Mieswarz 3 (Karte) |           |              |    |
| Direkt Bild zu diesem Denkmal hochladen | Kreuz       | Mieswarz                     |           |              |    |

### Wenigentaft
| Bild                           | Bezeichnung                                | Lage                                                                               | Datierung | Beschreibung    | ID |
| ------------------------------ | ------------------------------------------ | ---------------------------------------------------------------------------------- | --------- | --------------- | -- |
| BW                             | Kreuz mit Corpus                           | Wenigentaft, Friedhofstraße o. Nr., auf dem Friedhof, Flur 2, Flurstück 25 (Karte) |           |                 |    |
| BW                             | Hochkreuz                                  | Wenigentaft, Friedhofstraße o. Nr., Flur 2, Flurstück 24 (Karte)                   |           |                 |    |
| BW                             | Wohnhaus                                   | Wenigentaft, Friedhofstraße 10 (Karte)                                             |           |                 |    |
| BW                             | Wohnhaus                                   | Wenigentaft, Mansbacher Straße 4 (Karte)                                           |           |                 |    |
| BW                             | Wohnhaus                                   | Wenigentaft, Mansbacher Straße 5 (Karte)                                           |           |                 |    |
| BW                             | Bildstock                                  | Wenigentaft, St.-Georg-Straße o. Nr. (Karte)                                       |           |                 |    |
| BW                             | Gasthaus Zum weißen Roß                    | Wenigentaft, St.-Georg-Straße 14 (Karte)                                           |           |                 |    |
| BW                             | Hofanlage                                  | Wenigentaft, St.-Georg-Straße 19, Taftweg 3 (Karte)                                |           |                 |    |
| BW                             | Wohnhaus                                   | Wenigentaft, St.-Georg-Straße 20 (Karte)                                           |           |                 |    |
| weitere Bilder Fotos hochladen | Römisch-katholische Filialkirche St. Georg | Wenigentaft, St.-Georg-Straße 28 (Karte)                                           |           | mit Ausstattung |    |
| BW                             | Kirchhof                                   | Wenigentaft, St.-Georg-Straße 28 (Karte)                                           |           |                 |    |
| BW                             | Hofanlage                                  | Wenigentaft, St.-Georg-Straße 30 (Karte)                                           |           |                 |    |
| BW                             | Wohnhaus                                   | Wenigentaft, St.-Georg-Straße 36 (Karte)                                           |           |                 |    |
| BW                             | Wohnhaus                                   | Wenigentaft, Taftweg 2 (Karte)                                                     |           |                 |    |